# Valle Argentera
La Valle Argentera è una valle alpina secondaria rispetto alla Val di Susa situata nella parte occidentale del Piemonte, a ponente di Torino, all'interno del territorio del comune di Sauze di Cesana.
La valle fa parte del Sito di Interesse Comunitario (SIC) della rete europea Natura 2000 Valle della Ripa (Argentera) (codice IT1110053).

## Geografia fisica

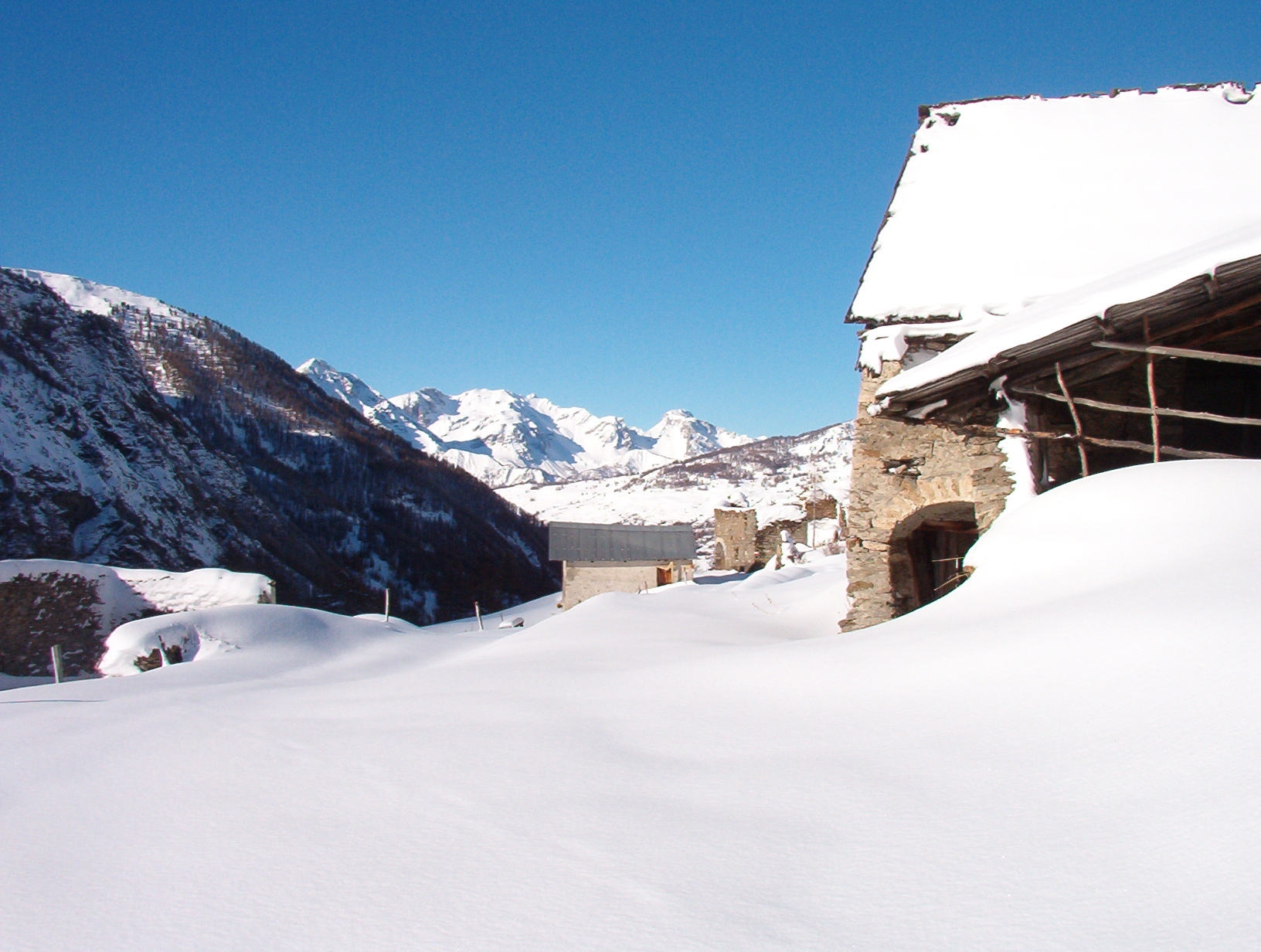
Panorama invernale in valle Argentera.

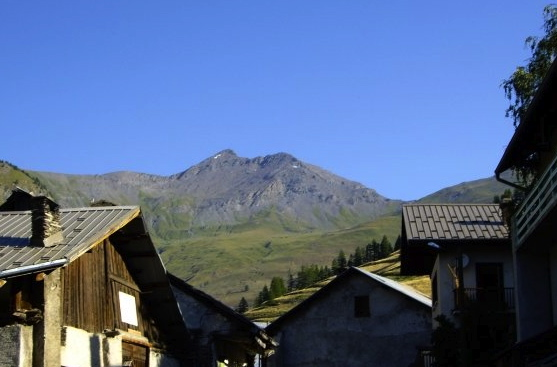
Punta Ramiere

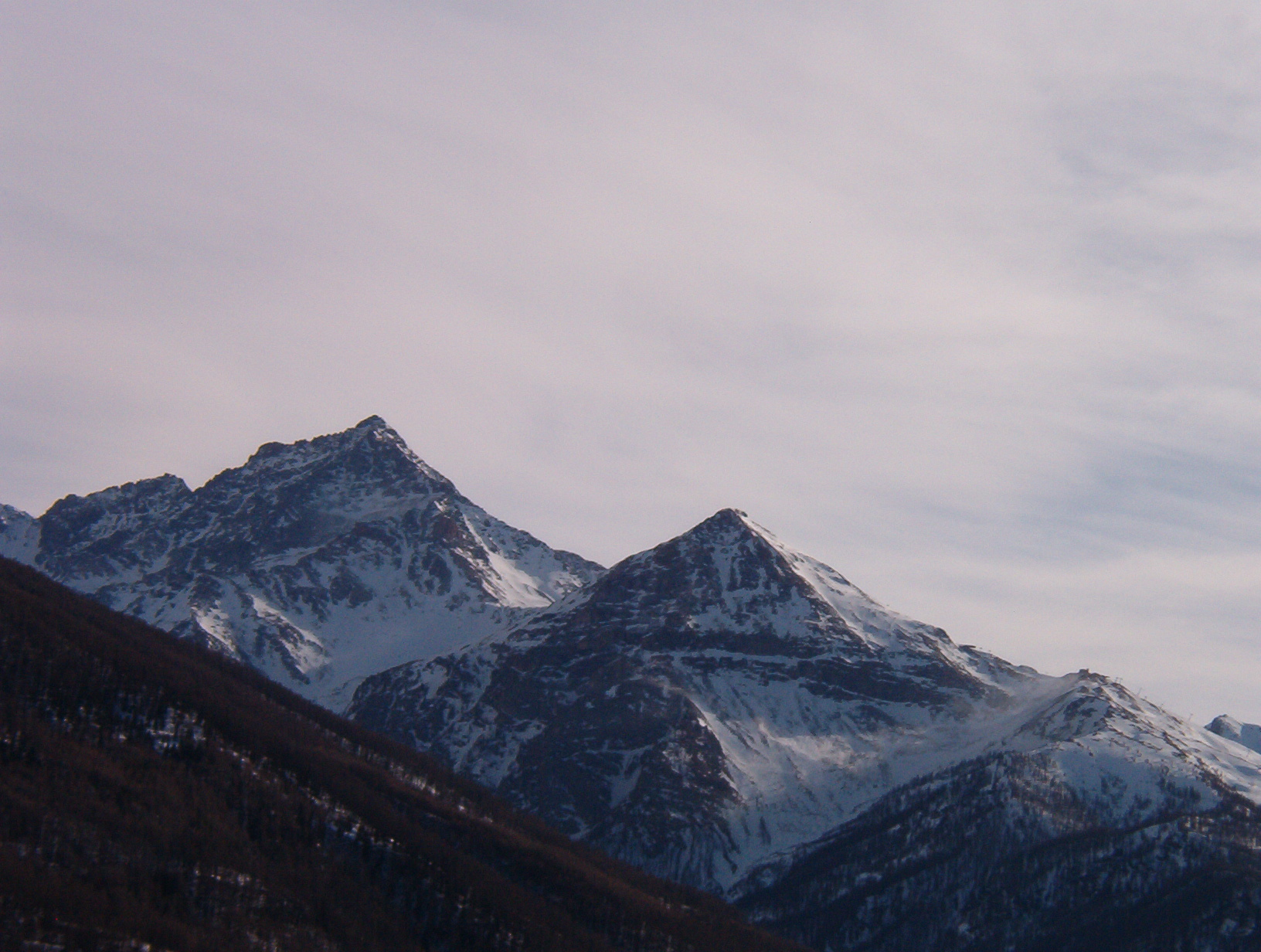
Punta Rognosa di Sestriere

La Valle, situata a sud-ovest rispetto alla sede municipale, è percorsa dal torrente Ripa (affluente di destra della Dora Riparia). La valle è ricompresa nelle Alpi Cozie e confina con il territorio francese del comune di Abriès che fa parte della regione del Queyras o valle del Guil (dipartimento delle Alte Alpi della regione della Provenza-Alpi-Costa Azzurra).
La valle è solcata da un'unica strada comunale sterrata che inizia sulla SP 215 (Cesana Torinese - Sestriere). All'altezza del 10° chilometro, la valle si biforca in due valli minori: la Valle Lunga in cui è possibile ristorarsi presso il Rifugio Alpe Plane - 2.090 m; e la Valle del Gran Miôl, che termina ai piedi del Grand Queyron.

### Monti
La valle è divisa dalla val Thuras e dalla Val Troncea da una cornice di imponenti tremila la cui vetta principale è la Punta Ramiere con i suoi (3.303 m). Un elenco dei principali monti che contornano la valle è il seguente:
- Punta Ramiere - 3.303 m
- Punta Ciatagnera - 3.295 m
- Roc del Boucher - 3.285 m
- Punta Rognosa di Sestriere - 3.280 m
- Cima del Pelvo - 3.264 m
- Monte Platasse - 3.149 m
- Gran Roc - 3.121 m
- Monte Giornalet - 3.063 m
- Grand Queyron - 3.060 m
- Monte Barifreddo - 3.028 m
- Cima Frappier - 3.004 m
- Punta Vergia - 2.992 m
- Cima del Bosco - 2.377 m

### Valichi alpini
La Valle Argentera pur non essendo dotata di importanti vie di comunicazione, nel passato è stata teatro di scorribande da parte di contrabbandieri che la utilizzavano per contrabbandare il sale tra l'Italia e la Francia. A testimonianza di questa attività vi sono innumerevoli ruderi di fortificazioni, oramai abbandonate, lungo il suo territorio.
Il passaggio più elevato è rappresentato dal Colle della Ramière - 3.007 m - che la mette in comunicazione con la Val Thuras (Cesana Torinese).

### Turismo

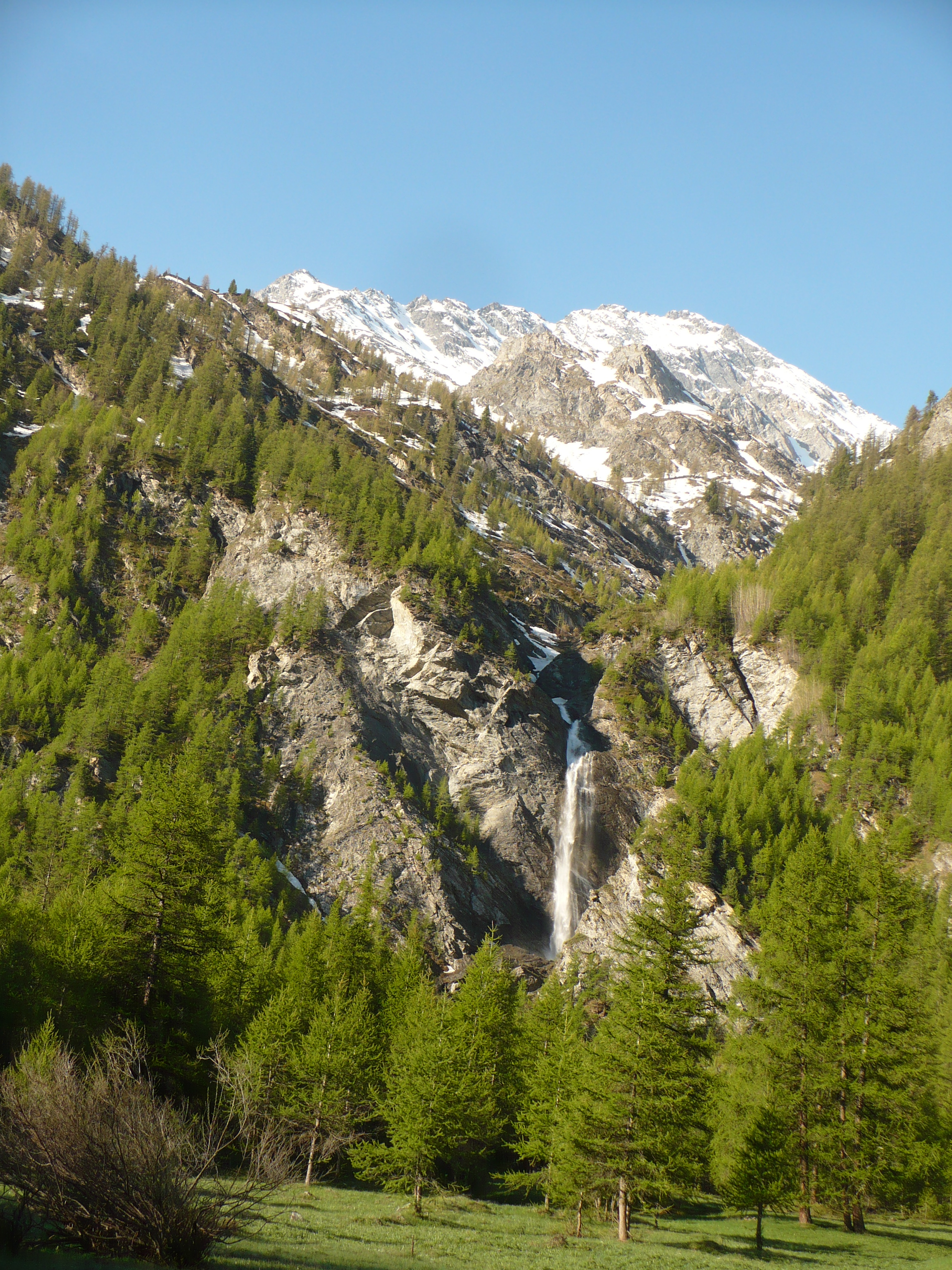
Cascata in valle.

La Valle Argentera è rinomata meta per gitanti e sportivi, con le sue cascate e i suoi pascoli verdeggianti che d'estate offrono agli escursionisti scenari d'incontaminata bellezza. L'inverno invece, le cascate di ghiaccio e le alte vette coperte di neve sono il paradiso per chi desidera effettuare escursioni e sport invernali fuoripista.